# Jesus Christ Pose
 (février 2011).
Si vous disposez d'ouvrages ou d'articles de référence ou si vous connaissez des sites web de qualité traitant du thème abordé ici, merci de compléter l'article en donnant les références utiles à sa vérifiabilité et en les liant à la section « Notes et références ».
Singles de Soundgarden
Room a Thousand Years Wide
(1990) Outshined
(1991)
Jesus Christ Pose est une chanson du groupe de grunge Soundgarden. C'est la quatrième piste de l'album Badmotorfinger paru en 1991, et elle fut sortie en single la même année. Certains considèrent ce titre comme le plus réussi de Soundgarden, étant donné que tous les membres du groupe ont été impliqués dans l'écriture du morceau. 

## Clip vidéo
Le clip vidéo est mystérieux et agressif, tant par son montage que par sa photographie. Il montre le groupe se baladant dans une vallée désertique, entrecoupé de divers images de croix, d'une fille crucifiée, d'un squelette crucifié et de végétaux crucifiés en forme humaine. La plupart des images dans la vidéo furent choisies par les membres du groupe eux-mêmes.

## Controverse
Jesus Christ Pose a connu une intense popularité quand MTV décide de censurer le clip en 1991 (il n'a pas été montré en totalité par la chaîne depuis). Beaucoup d'auditeurs furent outragés par la chanson et par la vidéo, les percevant comme anti-chrétiens. Le groupe a même reçu des menaces de mort lors de leur tournée au Royaume-Uni. Pour apaiser les esprits, ils expliquent que les paroles concernent l'exploitation de la religion pour le profit personnel. La chanson est une critique de la manière dont des personnalités publiques de la religion (particulièrement du christianisme) se considèrent eux-mêmes comme étant meilleurs que les autres, ou comme des martyrs.